# Frank Bruni
Frank Anthony Bruni (* 31. Oktober 1964 in White Plains, New York) ist ein US-amerikanischer Journalist und Publizist. Er war der Chefrestaurantkritiker bei der New York Times.

## Publikationen
- The Beauty of Dusk: On Vision Lost and Found. Simon & Schuster, New York 2022, ISBN 978-1-9821-0857-1.
- Born Round: The Secret History of a Full-Time Eater, 2009
- Ambling Into History: The Unlikely Odyssey of George W. Bush, 2002
- A Gospel of Shame: Children, Sexual Abuse and the Catholic Church, 1993 mit Elinor Burkett